# دینار بوسنی و هرزگوین
دینار بوسنی و هرزگوین (به انگلیسی: Bosnia and Herzegovina dinar) (به زبان بومی: Bosanskohercegovački dinar) با کد ایزوی BAD، یکای پول رایج در کشور بوسنی و هرزگوین بود. این ارز با مارک تبدیل‌پذیر بوسنی و هرزگوین تعویض شد. مسئولیت کنترل این یکای پول برعهدهٔ بانک مرکزی بوسنی و هرزگوین قرار دارد.